# Rally México de 2004
El Rally México de 2004, oficialmente 18º Corona Rally México, fue la tercera ronda de la temporada 2004 del Campeonato Mundial de Rally y el debut formal de la prueba dentro del mismo. Se celebró del 12 al 14 de marzo y contó con 15 etapas especiales, siendo la más larga de ellas el tramo Ibarilla - Mesa, con 30,47 km de recorrido. El tramo Ortega - La Esperanza, el primer tramo del rally, fue también el más alto, con una altura máxima de 2737 m sobre el nivel del mar (m s. n. m.) y un promedio de 2.469 m s. n. m.
La prueba fue ganada por Markko Märtin después de sostener una carrera muy competida contra Carlos Saínz durante casi todo el desarrollo del rally y quien terminó en el tercer lugar. La prueba había sido liderada originalmente por Sebastien Loeb, pero el piloto francés tuvo que abandonarla debido a problemas mecánicos. El segundo lugar lo ocupó Francois Duval, mientras que la cuarta posición la ocupó el entonces campeón mundial reinante Petter Solberg, quien había sido penalizado con cinco minutos y cuarenta segundos en la segunda jornada de la prueba. A la postre, la victoria representó el primero de tres triunfos para Martin en la temporada.

## Clasificación final
| Pos. | Piloto          | Copiloto          | Automóvil             | Tiempo    | Diferencia |
| ---- | --------------- | ----------------- | --------------------- | --------- | ---------- |
| 1    | Markko Märtin   | Michael Park      | Ford Focus WRC        | 4:06.46,2 | 0.0        |
| 2.   | François Duval  | Stéphane Prévot   | Ford Focus WRC        | 4:07.28,7 | +42,5      |
| 3.   | Carlos Sainz    | Marc Martí        | Citroën Xsara WRC     | 4:08.07,1 | +1.20,9    |
| 4.   | Petter Solberg  | Phil Mills        | Subaru Impreza WRC    | 4:10.00,9 | +3.14,7    |
| 5.   | Mikko Hirvonen  | Jarmo Lehtinen    | Subaru Impreza WRC    | 4:10.22,4 | +3.36,2    |
| 6.   | Marcus Grönholm | Timo Rautiainen   | Peugeot 307 WRC       | 4:10.44,6 | +3.58,4    |
| 7.   | Jussi Välimäki  | Jakke Honkanen    | Hyundai Accent WRC    | 4:18.03,1 | +11.16,9   |
| 8.   | Gilles Panizzi  | Hervé Panizzi     | Mitsubishi Lancer WRC | 4:18.16,8 | +11.30,6   |
| 9.   | Antony Warmbold | Gemma Price       | Ford Focus WRC        | 4:20.46,6 | +14.00,4   |
| 10.  | Harri Rovanperä | Risto Pietiläinen | Peugeot 307 WRC       | 4:26.06,5 | +19.20,3   |

- Ref.[8]

| Predecesor: Suecia 2004 | WRC 2004 | Sucesor: Nueva Zelanda 2004 |